# 襄城郡 (治上马县)
襄城郡，中国南北朝时设置的郡。
北魏魏孝文帝太和二十二年（498年）设置襄城郡，治所在陈阳县（今河南唐河县南湖阳镇）。辖境相当今河南省唐河县及其北部地区，属荆州。孝昌年间为南襄州治。西魏移治上马县（即今河南唐河县）。北周沿置。隋文帝开皇三年（583年）废襄城郡，上马县直属湖州，隋炀帝时改属舂陵郡。